# Ірина Афінська
Свята Ірина Афінська (грец. Εἰρήνη ἡ Αθηναία, 752, Афіни — 9 серпня 803, Лесбос) — правляча імператорка Візантії з 797 по 802 рік.

## Біографія
Народилася близько 752 року в Афінах. Була сиротою, виховувалася в родині дядька, патриція Костянтина Сарантапекоса, який, імовірно, був стратегом у місцевому фемі.
У 769 році шлюбиться з Левом IV Хозаром, який стає імператором Візантії у 775 році. У січні 771 року народжує сина і майбутнього імператора Візантії — Костянтина VI.
Після смерті Лева IV у 780 році неповнолітній Костянтин VI стає імператорм Візантії, а Ірина нетривало править при ньому регенткою. Потім осліплює сина та після його смерті у 797 році стає імператоркою Візантії.
Правління не було успішним. Поки Ірина підтримує розбудову армії, міністри поринають у чвари між собою. Знижує податки для завоювання популярності, але це ускладнює фінансову ситуацію держави.
Правління Ірини припадає на епоху іконоборства. Сама Ірина належала до партії шанувальників ікон. У 787 вона скликає Другий Нікейський собор, на якому припинено іконоборство та визначено надавати пошану іконам.

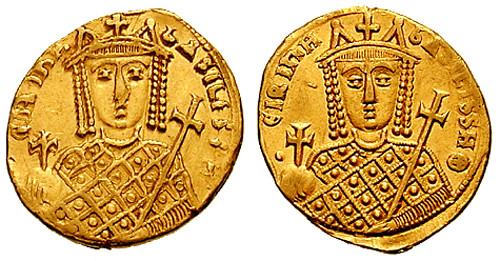
Солідус Ірини Афінської

Під час її правління постали також проблеми юридичного плану: за римським правом жінка не могла керувати військами. Позаяк місце командувача військ міг займати лише імператор, жінка не могла бути імператоркою. Тому офіційно місце римського імператора було вакантним, і папа Лев III коронував Карла Великого у 800 році як римського імператора. Згідно з Феофаном Карл навіть планував одружитися з Іриною для легалізації свого правління на сході. Однак ці плани не збулися, бо Ірину у 802 році усунуто з трону та замінено міністром фінансів Никифором. Михаїл I Рангаве у 812 році підтвердив Карлові титул імператора.
Ірина Афінська померла у 803 році у вигнанні.

## Ушанування пам'яті
Вшанована на Поверсі спадщини Джуді Чикаго.

## Канонізація
Християнська Свята. За її заслуги у боротьбі проти Іконоборства та скликанні Сьомого Вселенського собору була Канонізована як Свята Благовірна Авґуста Ірена. День Пам'яті - 9 серпня.